# Taenaris offaka
Taenaris offaka är en fjärilsart som beskrevs av Hans Fruhstorfer 1905. Taenaris offaka ingår i släktet Taenaris och familjen praktfjärilar. Inga underarter finns listade i Catalogue of Life.